# 3-тя кавалерійська дивізія (Третій Рейх)
3-тя кавалерійська дивізія (Третій Рейх) (нім. 3. Kavallerie-Division) — кавалерійська дивізія Вермахту в роки Другої світової війни.

## Історія
3-тя кавалерійська дивізія була сформована 23 лютого 1945 на базі 3-ї кавалерійської бригади. У березні 1945 року, разом з 4-ю кавалерійською дивізією 1-го німецького кінного корпусу генерала кінноти Г. Гартенека брала участь у наступі Вермахту «Фрюлінгсервахен» на території Угорщини. Після провалу операції, під ударами радянських військ відступила на захід до Австрії, де врешті-решт капітулювала британським військам поблизу Маутерндорфа у районі Граца.

## Райони бойових дій та дислокації дивізії
- Угорщина (лютий — березень 1945);
- Австрія (березень — травень 1945).

## Командування

### Командири
- генерал-майор Петер фон дер Гребен (нім. Peter von der Gröben) (23 лютого — 8 травня 1945).

### Підпорядкованість
| Час      | Корпус                          | Армія              | Група армій (округ)   | Штаб     |
| -------- | ------------------------------- | ------------------ | --------------------- | -------- |
| 1945     |                                 |                    |                       |          |
| березень | 8-й угорський армійський корпус | 6-та армія         | Група армій «Південь» | Угорщина |
| квітень  | I-й кавалерійський корпус       | 2-га танкова армія | Група армій «Південь» | Штирія   |
| травень  | I-й кавалерійський корпус       | 2-га танкова армія | Група армій «F»       | Штирія   |

## Нагороджені дивізії
Нагороджені дивізії
|  | Кавалери Нагрудного знаку ближнього бою в золоті                                                         | 2                                                                      |
|  | Кавалери Золотого Німецького Хреста                                                                      | 14                                                                     |
|  | Кавалери Лицарського хреста Залізного хреста з Дубовим листям та Мечами                                  | 1 (№ 114 оберст-лейтенант Георг фон Безелагер — 28.11.1944 (посмертно) |
|  | Кавалери Лицарського хреста Залізного хреста з Дубовим листям                                            | 1 (№ 699 ротмістр Ганс-Дітлеф Голлерт-Гансен — 14.01.1945)             |
|  | Кавалери Лицарського хреста Залізного хреста                                                             | 10                                                                     |
|  | Кавалери Почесної Відзнаки Сухопутних військ «Почесна пряжка на орденську стрічку для Сухопутних військ» | 2                                                                      |

- Нагороджені Сертифікатом Пошани Головнокомандувача Сухопутних військ за збитий літак противника (1)

## Бойовий склад 3-ї кавалерійської дивізії
- 31-й рейтарський полк
- 32-й рейтарський полк
- 869-й кінний артилерійський полк;
- 69-й танковий розвідувальний батальйон (Panzer-Aufklärungs-Abteilung 69);
- 69-й козачий загін (Kosaken-Abteilung 69);
- 238-й батальйон зв'язку (Nachrichten-abteilung 238);
- Divisionseinheiten 69